# Anyone for Tennis
Anyone for Tennis — песня британской группы Cream, написанная для фильма «Дикая семёрка» режиссёра Ричарда Раша (1968). В том же году песня была выпущена в формате сингла группы Cream с композицией «Pressed Rat and Warthog» на обратной стороне.
«Anyone for Tennis» включалась во многие сборники группы, такие как Superstarshine Vol. 6 / Cream (1972), Strange Brew: The Very Best of Cream (1983), The Very Best of Cream (1995), Those Were the Days (1997).

## О композиции
Песня написана Эриком Клэптоном совместно с австралийским художником и режиссёром Мартином Шарпом, с которым ранее уже была написана композиция «Tales of Brave Ulysses», и записана в ходе работы над третьим альбомом группы Wheels of Fire.
Она достигла #64 в Billboard Hot 100 в мае 1968 и #40 в UK Singles Chart в июне того же года.
В рецензии, опубликованной журналом Billboard, композиция характеризуется как «необычное произведение фолк-рока с искусной танцевальной аранжировкой». По словам критика из Cash Box, в этой песне «сюрреалистические картинки мелькают одна за другой в калейдоскопическом видении сегодняшних проблем» и что песня «имеет шокирующую и почти протестную привлекательность».

## Участники записи
- Эрик Клэптон — вокал, гитары
- Джек Брюс — бас-гитара, блокфлейта
- Джинджер Бейкер — ударные, перкуссия
- Феликс Паппаларди — альт